# 萨克斯破火山口
萨克斯破火山口（英語：Sachs Patera）是金星上的一个地形特征，定义为凹陷型破火山口，萨克斯是一个凹陷深度130米（81英尺）的椭圆形火山口，其长轴跨度40公里（25英里）。